# Artur Montenegro
Artur Pinto de Miranda Montenegro (Lisboa, 9 de Abril de 1871 — Anadia, 24 de Setembro de 1941), conhecido na grafia da época por Arthur Montenegro, foi um jurisconsulto e professor de Direito da Universidade de Coimbra e na Faculdade de Direito de Lisboa que exerceu importantes funções políticas, entre as quais as de deputado eleito pelo Partido Progressista e de Ministro dos Negócios Eclesiásticos e da Justiça. Foi membro do Tribunal Permanente de Arbitragem de Haia.

## Biografia
Nasceu em Lisboa no seio de uma família de ascendência aristocrática, com raízes em Castelo de Paiva, filho do general de divisão Augusto Pinto de Miranda Montenegro, deputado às Cortes, e de sua esposa Maria Sofia Borges da Silva Montenegro. O pai, irmão do 1.º conde de Castelo de Paiva, provinha em linha varonil de Martinho Pinto de Miranda Montenegro, fidalgo da Casa Real e administrador de diversos vínculos em Castelo de Paiva e outros concelhos do norte de Portugal.
Em 1887, com 16 anos de idade, matriculou-se na Faculdade de Direito da Universidade de Coimbra, onde em 2 de Julho de 1892 obteve a licenciatura em Direito, classificado como o primeiro e mais laureado estudante do seu curso. Nas eleições gerais realizadas a 23 de Outubro desse mesmo ano de 1892 (29.ª legislatura da Monarquia Constitucional Portuguesa), com 21 anos de idade e apenas saído da Universidade, foi eleito deputado nas listas do Partido Progressista pelo círculo eleitoral uninominal de Cinfães, iniciando uma carreira parlamentar que se prolongaria até à implantação da República Portuguesa a 5 de Outubro de 1910.
Nas eleições gerais de 15 de Abril de 1894 (30.ª legislatura) voltou a ser eleito deputado por Cinfães. Nesse mesmo ano de 1894 submeteu-se a provas de doutoramento, apresentando um elenco de Theses ex Universo Jure e uma dissertação intitulada Theoria da unidade e universalidade da fallencia, com a qual obteve o grau de doutor em 20 de Janeiro de 1895. Nesse mesmo ano concorreu a uma vaga de lente substituto, apresentando a obra Do regimen dotal, tendo como opositores os seus antigos colegas Teixeira de Abreu e Afonso Costa, ficando classificado em primeiro lugar entre os três candidatos. Logo que tomou posse do lugar de lente substituto começou a ministrar a disciplina de Direito Romano, cujo programa, conteúdo e métodos de ensino remodelou por completo.
Entre as inovações pedagógicas que introduziu no ensino do Direito Romano na Universidade de Coimbra conta-se a substituição do velho compêndio de  Institutiones juris civilis Heineccianae emendatae atque reformatae, de Johann Peter Waldeck, obra que era utilizada como livro de texto oficial desde os primórdios do século XIX. Para o substituir promoveu a introdução de manuais de autores franceses, entre os quais Edouard Cuq, Eugène Petit e Paul-Frédéric Girard, obras melhor escritas e com conceitos actualizados. Também elaborou o seu próprio manual, O antigo direito de Roma, publicado entre 1896 e 1898 pela «Casa França Amado» de Coimbra.
A obra científica de Arthur Montenegro segue uma linha histórico-sociológica e constitui o primeiro compêndio de Direito Romano redigido em Portugal após a   Reforma Pombalina do ensino na Universidade de Coimbra. A novidade das ideias e a clareza da exposição logo granjearam fama de romanista, prenúncio de uma carreira docente que o afirmaria como especialista em Direito Romano e em História do Direito. É uma obra que, passado mais de um século, se mantém actual, sem que nenhuma outra no seu género a tenha conseguido ultrapassar, seja pelo esmero literário seja pela riqueza do conteúdo, o qual inclui o estudo do Ius Romanum nas suas fontes e instituições privadas fundamentais, capacidade civil, família, obrigações, propriedade e sucessões. Com a obra, a ciência jurídica portuguesa recuperou um atraso de décadas, passando a dispor de um compêndio de Direito Romano digno dos melhores da literatura da época.
Reeleito deputado pelo círculo de Cinfães nas eleições gerais de 1897, nesse mesmo ano foi nomeado vogal do Conselho Superior de Instrução Pública. Também nesse ano foi nomeado professor catedrático na Faculdade de Direito da Universidade de Coimbra, mantendo a docência naquela instituição até Dezembro de 1913, quando foi designado director interino da recém-criada Faculdade de Direito de Lisboa, em resultado do Conselho Escolar ter eleito Afonso Costa para director estando este impedido pelo exercício de funções governativas. Manteve aquele cargo até Janeiro de 1915, cessando quando Barbosa de Magalhães foi eleito para o lugar. A partir do seu ingresso na Faculdade de Direito de Lisboa, passou a reger a cadeira de História do Direito naquela Faculdade, funções que manteve até à sua jubilação. Apesar de ter sido professor em Lisboa durante quase três décadas, nunca deixou de estar nominalmente vinculado à Faculdade de Direito da Universidade de Coimbra, instituição pela qual se jubilou em 9 de Abril de 1941.
Teixeira de Pascoaes, que o conheceu como jovem lente na Universidade de Coimbra, nota a diferença em relação aos professores mais velhos e descreve-o assim no seu Livro de Memórias (1928): «E, como contraste fino e elegante, o Montenegro, ainda novo, dandy, barba à Guise, de seda, e uma cabeça de marfim, com uma penugem doirada nas fontes e na nuca» No entretanto manteve uma carreira como advogado e jurisconsulto, ganhando renome como consultor no campo da produção legislativa e da jurisprudência. Espírito culto, superiormente educado, orador de mérito, a sua actividade parlamentar não passou despercebida em Lisboa, onde a breve trecho se embrenhou na vida social e política da Corte, sendo escolhido para professor e conselheiro em matéria de Direito do infante e futuro rei D. Manuel II de Portugal.
Nas eleições de 1899 e 1900 voltou a ser eleito por Cinfães, transitando depois para o círculo eleitoral de Lamego, pelo qual foi eleito nas eleições gerais de 1901, 1904, 1905, Agosto de 1906 e 1908. Nas eleições gerais de Abril de 1906 foi eleito pelo círculo plurinominal de Braga.
A sua ascensão no Partido Progressista foi rápida. No Parlamento, onde as suas intervenções são numerosas, centra a sua acção nas matérias da instrução pública, das questões de política ultramarina, na reforma da Justiça, na liberdade de imprensa e no orçamento do Estado. Também não evita as questões polémicas, trazendo ao debate o difícil tema do empréstimo contraído por D. Miguel e cujo pagamento caberia ao Estado português. Declarava-se como professando ideias avançadas, «mesmo ideias socialistas», defendendo com arrojo essas posições. A sua proximidade em relação à liderança partidária levou a que os comentadores políticos da época considerassem que dispunha da «especial simpatia e protecção do chefe progressista José Luciano de Castro».
O seu desempenho parlamentar e a sua ascensão nas hostes do Partido Progressista levaram a que, aos 34 anos de idade, fosse chamado a sobraçar a pasta de Ministro e Secretário de Estado dos Negócios Eclesiásticos e da Justiça do 52.º governo da Monarquia Constitucional, presidido por José Luciano de Castro. A sua entrada para o executivo ocorreu a 10 de maio de 1905, substituindo no lugar José de Alpoim que se demitira por causa do contrato dos tabacos e da consequente dissidência de um grupo de deputados progressistas. Com a exoneração do elenco ministerial, que ocorreu a 27 de Dezembro daquele ano, transitou para o 53.º governo da Monarquia Constitucional, também presidido por José Luciano de Castro, mantendo-se no governo até à queda deste, ocorrida a 20 de março de 1906.
Após o período da governação de João Franco e do «governo da acalmação» que se seguiu ao regicídio de 1908, voltou ao governo, novamente na pasta dos Negócios Eclesiásticos e da Justiça, quando a 28 de Outubro de 1909 substitui Francisco José de Medeiros, depois de o governo ter entrado em conflito com D. Sebastião Leite de Vasconcelos, o bispo de Beja, a 25 de Maio. Este governo, o 59.º governo da Monarquia Constitucional, presidido por Wenceslau de Lima, duraria pouco tempo mais, sendo exonerado a 22 de Dezembro do mesmo ano. Contudo, Artur Montenegro continuou na pasta, transitando para o 60.º governo da Monarquia Constitucional, presidido por Veiga Beirão. Esteve em funções nesse executivo entre 22 de Dezembro de 1909 e 10 de Maio de 1910, data em que se demitiu por ter sido acusado de envolvimento na falência do Crédito Predial Português, uma vez que pertencia aos corpos gerentes daquela instituição bancária. 
Foi membro do Tribunal Permanente de Arbitragem de Haia, nomeado a 25 de Maio de 1910.
Com a implantação da República Portuguesa, ocorrida a 5 de Outubro de 1910, abandonou a política activa para se dedicar exclusivamente ao ensino. Regressa então a Coimbra onde lhe foram distribuídas as cadeiras de Direito Romano e Direito Constitucional Comparado, que passou a reger efectivamente.

Artur Montenegro.

Em Setembro de 1913 integrou os primeiros júris de recrutamento de professores para a nova Faculdade de Estudos Sociaes e de Direito de Lisboa, acabada de criar por Afonso Costa, ao tempo Presidente do Ministério. Em Dezembro desse mesmo ano, o conselho da nova escola convidou-o para nela leccionar, o que Arthur Montenegro aceita. Passa então a reger as cadeiras ligadas ao Direito Romano e à História do Direito, as regeu quase sem interrupções até 1941, ano em que se jubilou.
Feito sócio efectivo da Academia das Ciências de Lisboa, produziu importantes pareceres académicos e proferiu relevantes elogios, nomeadamente os acerca de Veiga Beirão, Oliveira Guimarães, Conde de Paçô Vieira, Fernando Emygdio da Silva, Raffaele Garofalo, Juan Antonio Buero e Pedro Pitta.
Em 1934 publicou a sua obra de doutrina, intitulada A conquista do Direito na Sociedade Romana, a qual alcançou o louvor de António Baptista de Sousa, o 1.º visconde de Carnaxide, e teve grande sucesso editorial. A obra foi reeditada em 1999.
Foi atingido por uma enfermidade que a pouco e pouco lhe foi afectando os olhos até o conduzir a uma situação muito próxima da cegueira, o que justificará a escassa produção bibliográfica de Arthur Montenegro enquanto leccionou em Lisboa, sem embargo do aprumo, do esmero e da elegância com que sempre desempenhou as suas funções.
Foi sócio da Academia das Ciências de Lisboa, sócio efectivo do Instituto de Coimbra, vogal do Conselho Superior da Instrução Pública e membro do Tribunal Permanente de Arbitragem de Haia. Ao longo da sua carreira recebeu diversas condecorações nacionais e estrangeiras, entre as quais a Legião de Honra, a grã-cruz da Ordem de Carlos III de Espanha e a grã-cruz da Ordem de Leopoldo da Bélgica. Faleceu na Anadia em 24 de Setembro de 1941, sendo substituído na cátedra coimbrã por Guilherme Braga da Cruz.